# Haftoni
Haftoni è un comune dell'Azerbaigian situato nel distretto di Lənkəran.